# Prepona schausi
Prepona schausi är en fjärilsart som beskrevs av Le Moult 1932. Prepona schausi ingår i släktet Prepona och familjen praktfjärilar. Inga underarter finns listade i Catalogue of Life.